# Sébastien Izambard
Sébastien Izambard (Parijs, 7 maart 1973) is een Franse zanger, die bekend is geworden als zanger van de groep Il Divo.

## Carrière
Als enige lid van Il Divo heeft hij geen muziekopleiding gevolgd. Hij schrijft onder andere songs voor Franse artiesten en hij trad reeds op met Johnny Halliday.
Voor hij bij Il Divo zong, bracht hij een solo-album uit: Libre. Het lied Si Tu Savais was nummer 1 in de Franse hitlijst. Op dit moment is dit album niet meer te verkrijgen, maar volgens Izambard wordt erover gedacht het nummer opnieuw uit te brengen wegens grote vraag ernaar. Izambard was met de opnames bezig van een tweede album toen hij zich bij Il Divo voegde. Hij nam ook twee videoclips op.
In 2001 trad hij op met Johnny Halliday als gast in het Olympia Theater in Parijs.
Verder werkt hij mee met solidariteitsprojecten zoals Noël Ensemble (tegen aids). Als lid van Il Divo bleef hij actief voor het goede doel. Hij is onder andere peter voor Assistance Médicale Toit du Monde (AMTM), dat arme kinderen in de wereld helpt. In september 2006 organiseerde hij een soort tombola, zodat iemand zijn Armanipak kon winnen.
Izambard speelde in februari 2002 mee in Richard Cocciante's musical Le Petit Prince, waar hij de rol had van Business Man. Voor Il Divo, speelde hij ook mee in verschillende theaterstukken zoals La Troupe.
In december 2003 werd hij zanger bij Il Divo, samen met Urs Bühler (Zwitserland), David Miller (VS) en Carlos Marín (Spanje).
Sébastien was getrouwd met Renee Murphy  Zij zijn getrouwd op 17 augustus 2008 en gescheiden in 2018, op 20 maart 2008 hebben zij een tweeling gekregen, Luca en Rose. Op 20 mei 2011 heeft Sebastien nog een zoon gekregen, genaamd Jude.

## Discografie

### Solo
Studioalbums
1. 2000 - Libre

Single
1. 2000 - Libre; album Libre
2. 2000 - Si tu savais; album Libre
3. 2001 - J’T’en veux; album Libre

### Mede-songwriter
1. 2010 - Ramin[1] - Ramin Karimloo
2. 2011 - Secret Codes and Battleships[2] - Darren Hayes
3. 2014 - Hope - This Woman's Work[3][4][5]

### Samenwerking op andere albums
1. 2000 - Nöel Ensemble[6]
2. 2005 - On ne change pas de Celine Dion (Il Divo)
3. 2006 - Voices from the FIFA World Cup (Il Divo)
4. 2006 - Libra de Toni Braxton (Il Divo)

## Galerij

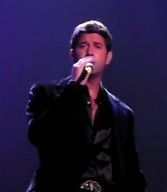
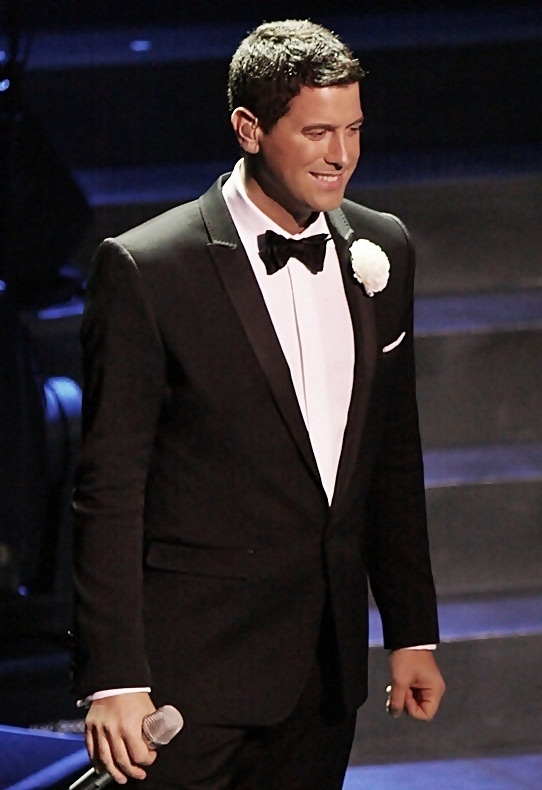
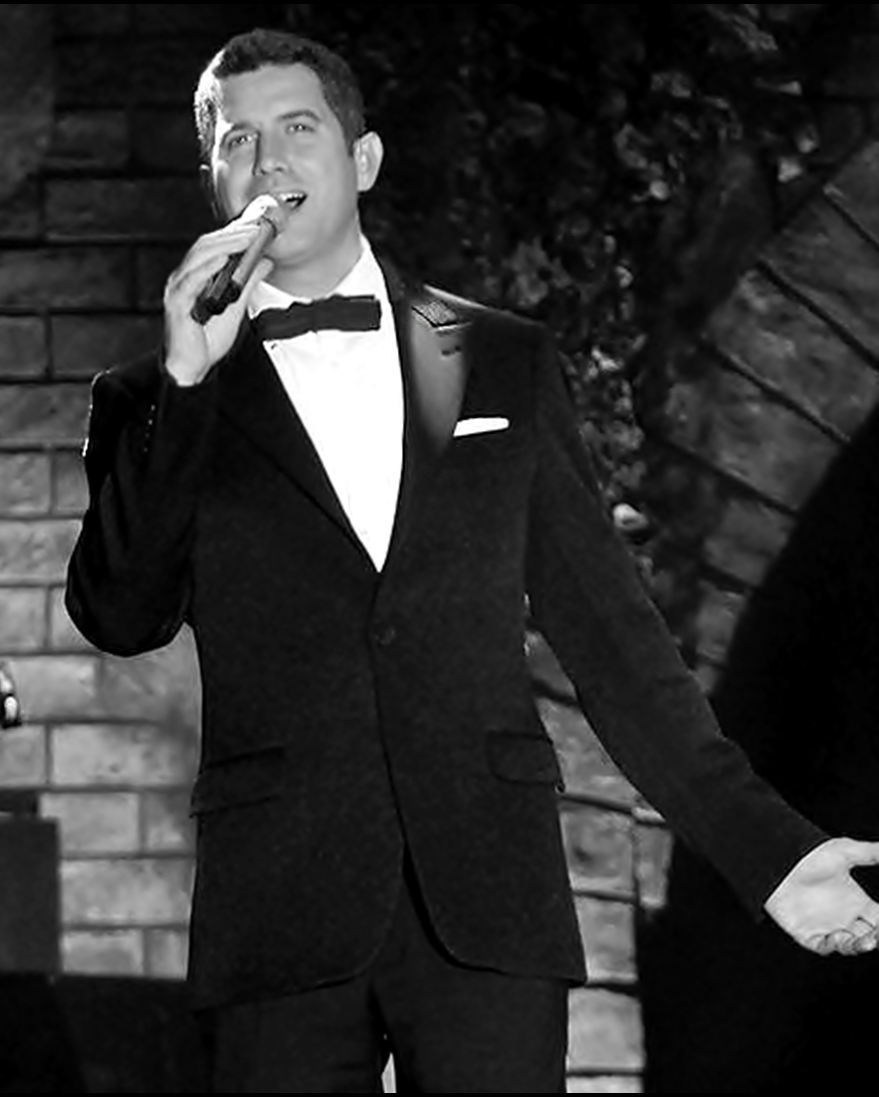
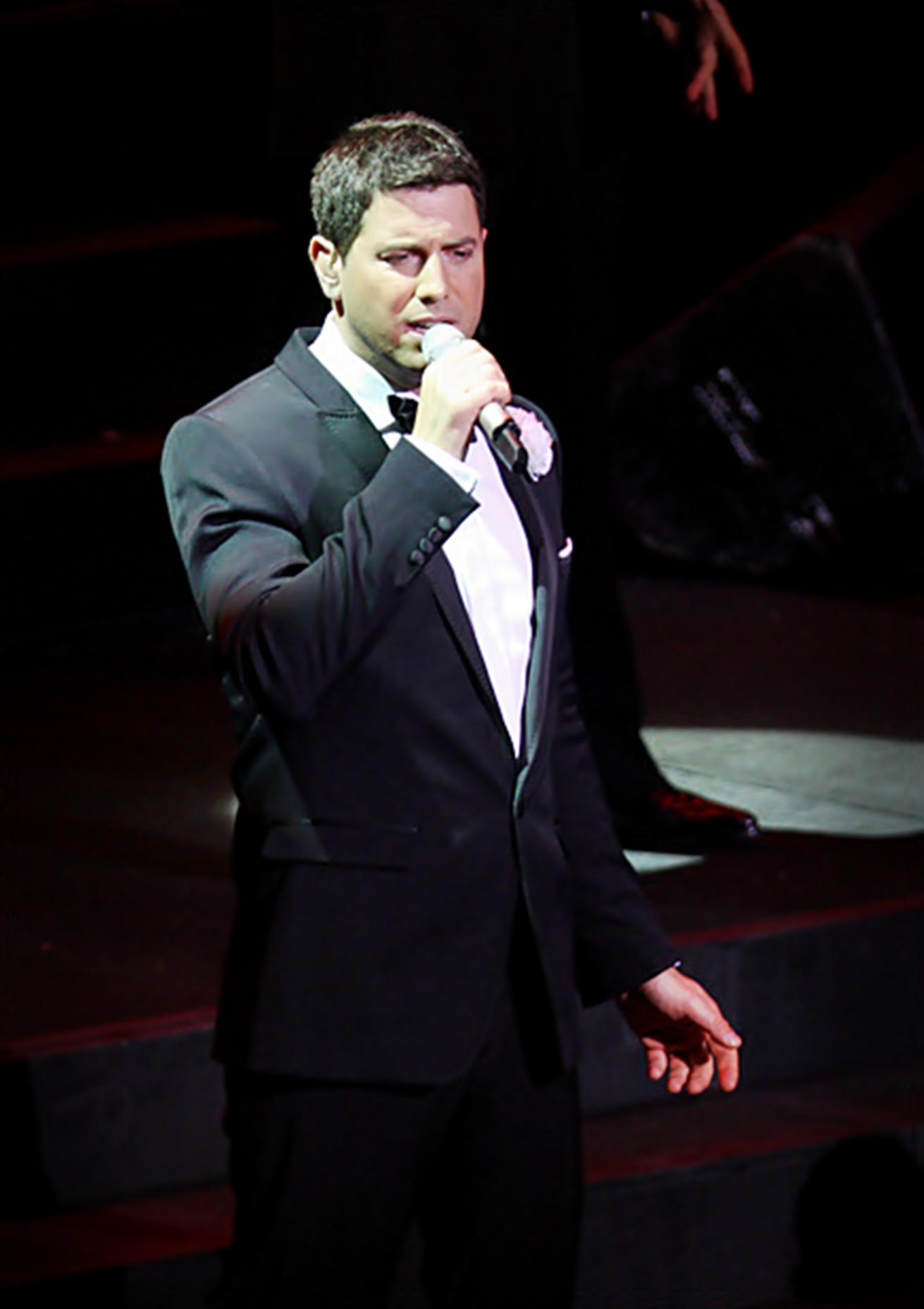
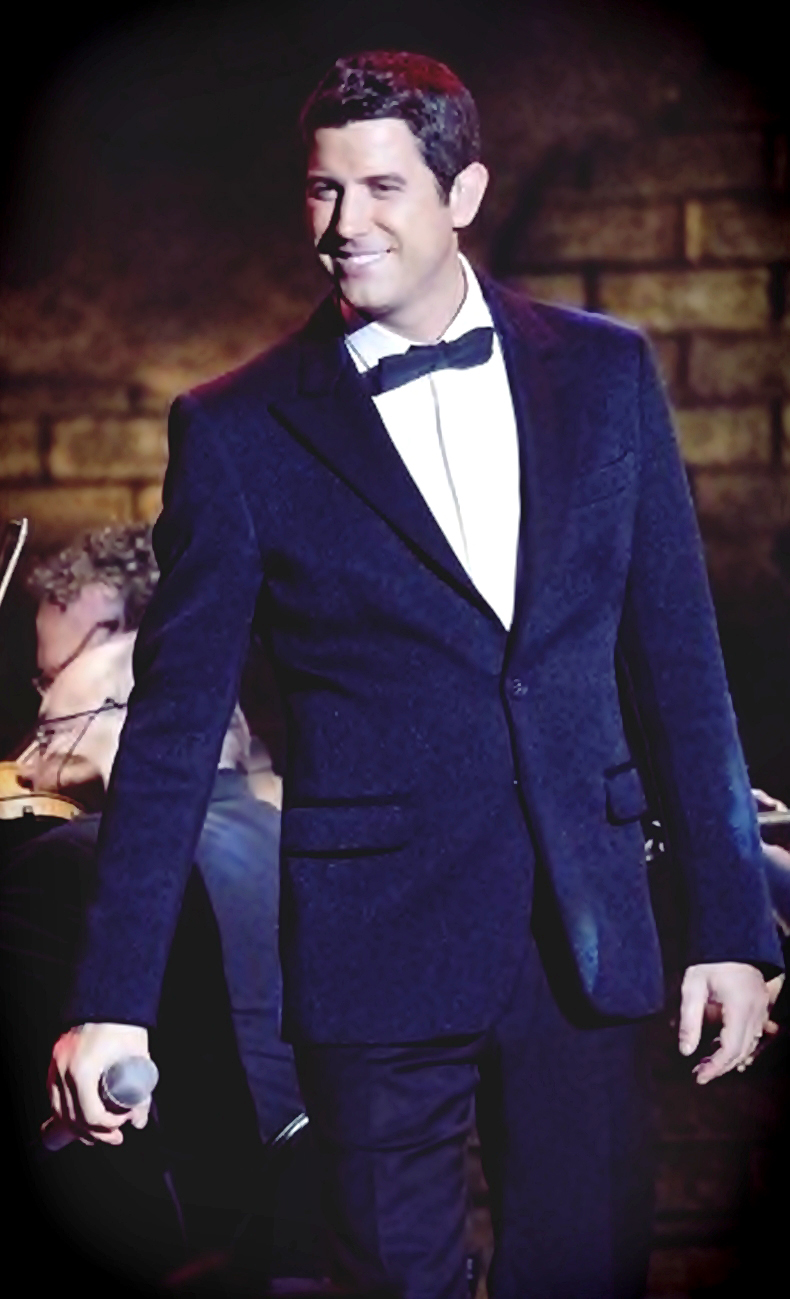

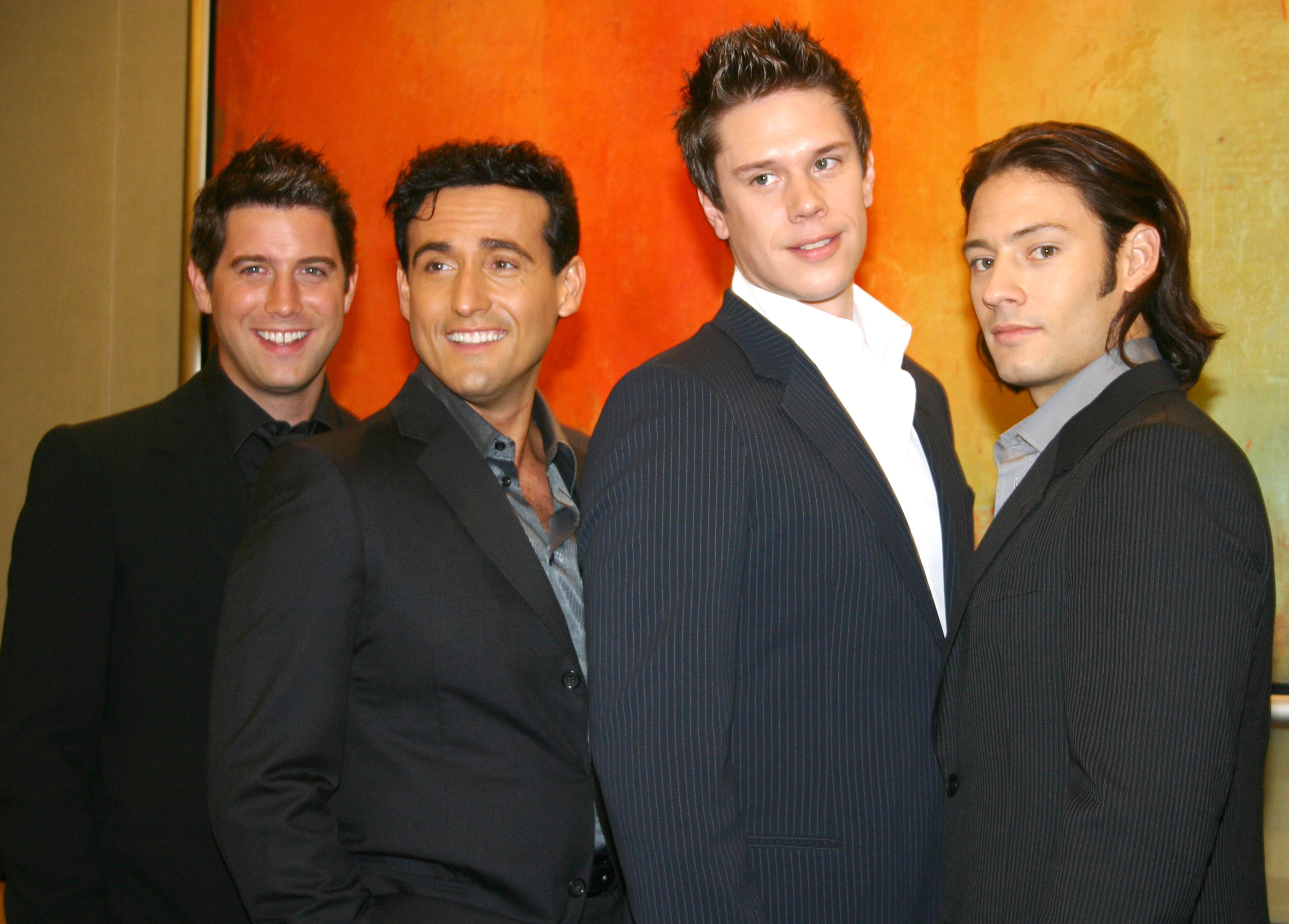
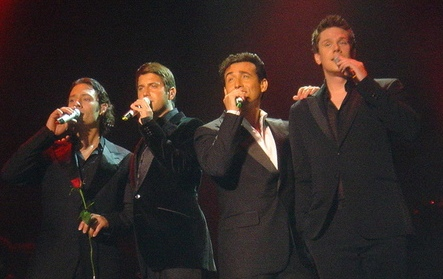
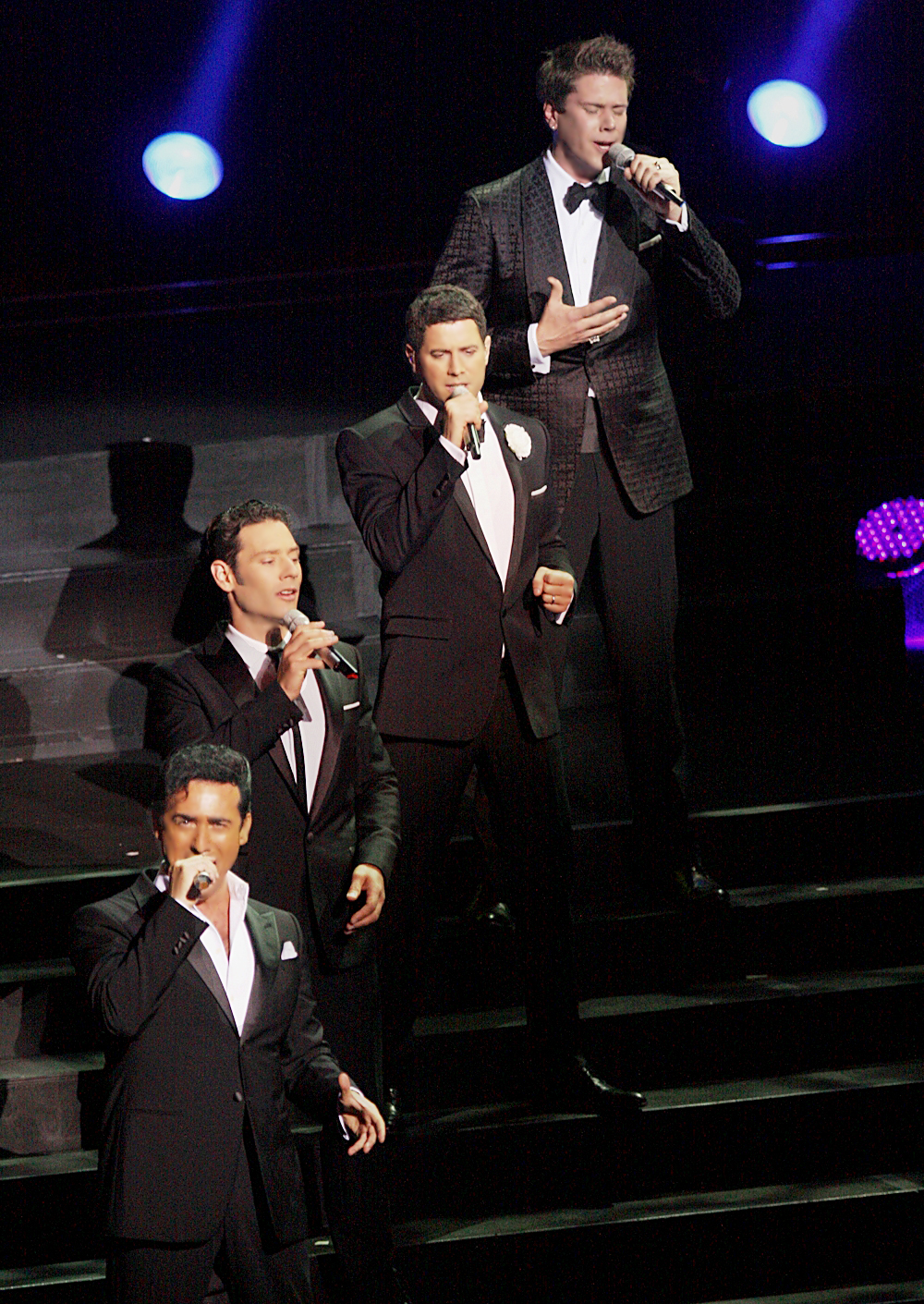
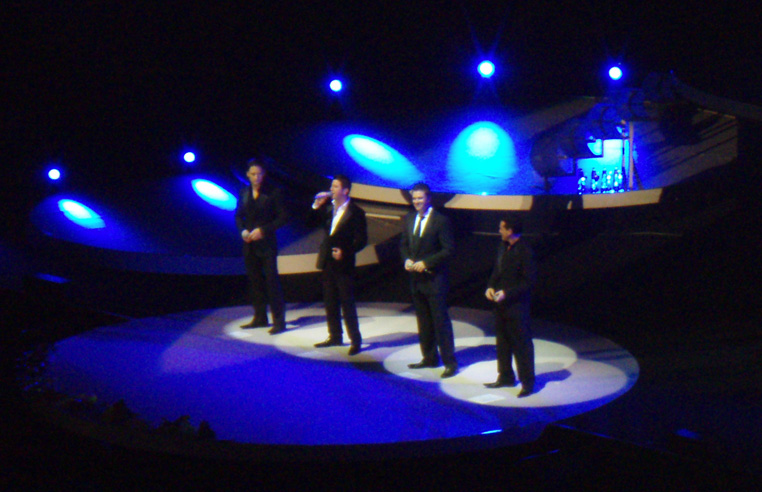
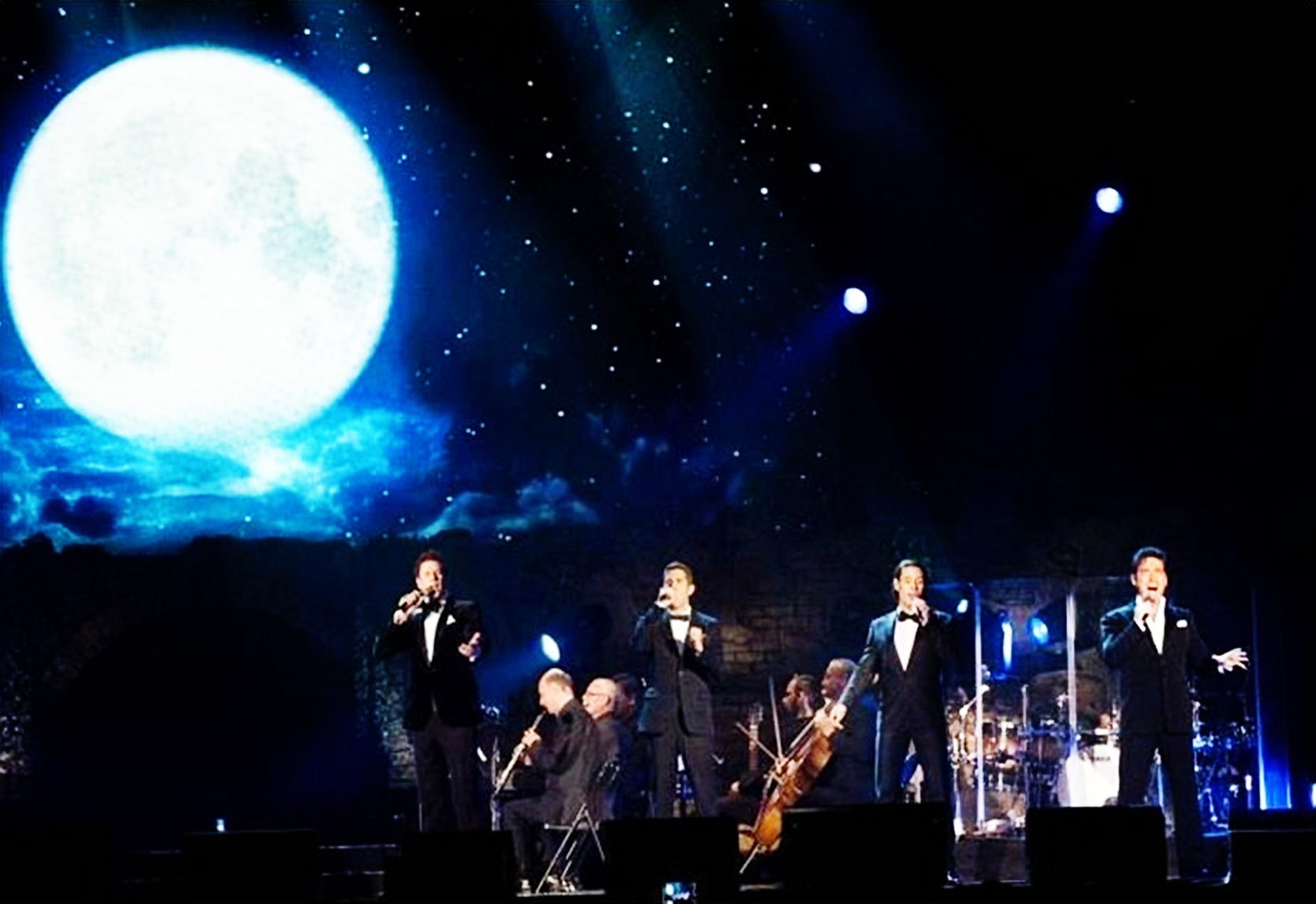